# Tractat sobre forces nuclears de mitjà abast
El Tractat sobre forces nuclears de rang mitjà o Tractat INF (per les sigles en anglès de Intermediate-Range Nuclear Forces; oficialment, Tractat entre els Estats Units d'Amèrica i la Unió de Repúbliques Socialistes Soviètiques sobre l'eliminació dels seus míssils de rang mitjà i de curt abast.) és un tractat entre els Estats Units d'Amèrica i la Unió Soviètica signat a Washington D.C. el 8 de desembre de 1987 entre el llavors president dels EUA, Ronald Reagan, i el secretari general del partit comunista de l'URSS Mikhaïl Gorbatxov. Va ser ratificat pel Congrés nord-americà el 27 de maig de l'any 1988, i va entrar en vigor l'1 de juny del mateix any.

## Característiques del tractat
El tractat va eliminar els míssils balístics i de creuer nuclears o convencionals, el rang operatiu d'abast dels quals assolís entre 500 i 5.500 quilòmetres, instal·lats en bases militars de l'Europa Occidental i l'Europa Oriental, als països sota influència de la Unió Soviètica que podrien atacar als països europeus membres de l'OTAN, com Alemanya, França, Anglaterra i Noruega, amb els seus territoris sota abast d'aquest tipus de míssils. A la data límit del tractat per destruir els míssils, l'1 de juny de 1991, 2.692 míssils van ser destruïts en total, 846 míssils per part dels EUA i 1.846 per part de la Unió Soviética. A l'empara d'aquest tractat, ambdues parts tenien permís per inspeccionar les instal·lacions militars de l'altre, per comprovar els treballs de destrucció de míssils, l'acord era també un compromís entre les parts per evitar construir més míssils de curt abast i mig abast en el futur.

## Suspensió del tractat
L'1 de febrer de 2019 Estats Units va anunciar que l'endemà abandonarien l'acord pels suposats incompliments del mateix per part de Rússia. La resposta russa va ser immediata i el mateix dia 2 de febrer va anunciar que també l'abandonaria. La suspensió del tractat durarà sis mesos i es convertirà en permanent si tots dos països no aconsegueixen resoldre les diferències.